# A Man Alone
A Man Alone: The Words and Music of McKuen (más comúnmente llamado A Man Alone, y traducido como: "Un Hombre Solitario: Las Palabras y la Música de Mckuen") es el quincuagésimo séptimo álbum de estudio del cantante americano Frank Sinatra, arreglado por Don Costa y lanzado en 1969. Concebido como una forma de tributo hacia el poeta, todas las canciones de este álbum fueron escitas y compuestas por Rod McKuen. "Love's Been Good to Me" alcanzó el puesto no.8 en la tablas británicas, y tiene una notable versión de Johnny Cash.

## Lista de canciones
Todas las canciones fueron escritas por Rod McKuen
1. "A Man Alone" – 3:47
2. "Night" (Hablada) – 2:25
3. "I've Been to Town" – 3:13
4. "From Promise to Promise" (Hablada) – 1:31
5. "The Single Man" – 3:01
6. "The Beautiful Strangers" – 2:41
7. "Lonesome Cities" – 3:18
8. "Love's Been Good to Me" – 3:27
9. "Empty Is" (Hablada) – 2:46
10. "Out Beyond the Window" (Hablada) – 2:45
11. "Some Traveling Music" (Hablada) – 2:36
12. "A Man Alone (Reprise)" – 1:30

## Sencillos
El único sencillo del álbum fue "A Man Alone". Junto a la canción título, como lado B, estuvo "Love's Been Good to Me." Este último alcanzó el puesto #75 en las tablas de sencillos de 1969.

## Personal
- Frank Sinatra – Vocalista
- Don Costa – Arreglista, Conductor
- John Bryson - Foto de portada, fotografía
- Sonny Burke - Productor
- Leonard Feather - Notas introductorias
- Hy Fujita - Fotografía
- Lee Herschberg - Ingeniero
- Rod McKuen - Productor asociado. compositor, notas inroductorias
- Ed Thrasher - Dirección artística

## Recepción
All Music la califica como un fracaso: "tal y como esta, es como una escucha intrigante, pero, en última instancia, un fracaso." "A Man Alone fue el serio intento de una declaración, pero más que eso, lo deja con una postura embarazosa", y lo mantiene como un fracaso. Su calificación fue 2 de 5 estrellas.
A Man Alone alcanzó el puesto #30 en Billboard 200 charts de 1969. Su sencillo "Love's Been Good to Me" alcanzó el puesto #75 en la Billboard Hot 100 charts durante 1969.